# Mindestkapital
Mindestkapital ist im Gesellschaftsrecht die gesetzlich vorgeschriebene Mindesthöhe der von den Gesellschaftern zu leistenden Einlagen bei einer Kapitalgesellschaft.

## Allgemeines
Bei Kapitalgesellschaften ist im Regelfall die Haftung für deren Verbindlichkeiten auf ihr Eigenkapital (Reinvermögen) beschränkt. Bei Personengesellschaften dagegen gibt es natürliche Personen als persönlich haftende Gesellschafter, die auch mit ihrem Privatvermögen haften. Deshalb hat sich der Gesetzgeber entschieden, im Rahmen des ex ante-Gläubigerschutzes bei Kapitalgesellschaften ein Mindestkapital gesetzlich vorzuschreiben. Durch das gesetzliche Mindestkapital verschafft die Rechtsordnung den Kapitalgesellschaften erst die Lebensfähigkeit. Das Mindestkapital verringert die hohen Finanzrisiken, die mit einer Unternehmensgründung verbunden sind und ist ein konstituierendes Element einer erfolgreichen Unternehmensgründung.

## Rechtsfragen
In Deutschland ist für die Aktiengesellschaft (AG) ein Mindestkapital (Grundkapital) von 50.000 Euro (§ 7 AktG), bei der GmbH (Stammkapital) von 25.000 Euro (§ 5 Abs. 1 GmbHG), bei der Unternehmergesellschaft (haftungsbeschränkt) (UG) 1 Euro (§ 5a Abs. 1 GmbHG) und bei der Europäischen Gesellschaft (SE) 120.000 Euro (Art. 4 Abs. 2 und 3 Verordnung (EG) Nr. 2157/2001) vorgeschrieben. Die Höhe des Mindestkapitals ist somit rechtsformabhängig. Sondervorschriften bestehen für Kreditinstitute (siehe Eigenmittel (Kreditinstitut)) und Versicherer (siehe Eigenmittel (Versicherung), Mindestkapitalanforderung).
Besteht bei der AG ein Verlust in Höhe der Hälfte des Grundkapitals, so hat der Vorstand unverzüglich eine Hauptversammlung einzuberufen und ihr dies anzuzeigen (§ 92 AktG). Das zur Erhaltung des Mindestkapitals erforderliche Vermögen der Gesellschaft darf an die Gesellschafter nicht ausgezahlt werden (§ 57 Abs. 1 AktG, § 30 Abs. 1 GmbHG).
Das Mindestkapital muss nicht sofort vollständig eingezahlt werden. Das Bilanzrecht sieht als Bilanzposition ausstehendes Kapital vor (§ 272 Abs. 1 HGB), die sämtliche nicht eingezahlten Kapitaleinlagen erfasst. Die Anmeldung zum Handelsregister darf gemäß § 36 AktG bei Bareinlagen erst erfolgen, wenn auf jede Aktie der eingeforderte Betrag ordnungsgemäß eingezahlt worden ist. Der eingeforderte Betrag muss mindestens 25 % des geringsten Ausgabebetrags umfassen (§ 36a Abs. 1 AktG).

## Internationaler Vergleich

### Deutschland, Österreich, Schweiz
| Staat       | Rechtsform | Mindestkapital |
| ----------- | ---------- | -------------- |
| Deutschland | AG         | € 50000        |
|             | GmbH       | € 25000        |
|             | UG         | € 1            |
|             | SE         | € 120000       |
| Österreich  | AG         | € 70000        |
|             | GmbH       | € 35000        |
| Schweiz     | AG         | CHF 50000      |
|             | GmbH       | CHF 20000      |

### Andere Rechtsordnungen (Auswahl)
| Staat                  | Rechtsform     | Mindestkapital   |
| ---------------------- | -------------- | ---------------- |
| Europa                 | SE             | € 120000         |
| Belgien                | S.A.           | € 62500          |
|                        | BVBA           | € 18550          |
| Dänemark               | A/S            | DKK 500000       |
| Finnland               | private AG     | € 2500           |
|                        | öffentliche AG | € 80000          |
| Frankreich             | S.A.           | € 37000          |
|                        | SARL           | € 1              |
| Griechenland           | AE             | € 24000          |
|                        | EPE            | € 18000          |
| Italien                | S.p.A.         | € 50000          |
| Irland                 | public ltd.    | € 38092          |
| Litauen                | AB             | Litas 150000     |
| Luxemburg              | S.A.R.L        | € 12000          |
| Niederlande            | NV             | € 45000          |
|                        | B.V.           | € 18000          |
| Norwegen               | AS             | NOK 30000        |
|                        | ASA            | NOK 1000         |
| Polen                  | S.A.           | Złoty 100000     |
| Portugal               | S.A.           | € 50000          |
|                        | LDA            | € 5000           |
| Schweden               | Aktiebolag     | SEK 50000        |
| Spanien                | S.A.           | € 60000          |
|                        | S.L.           | € 3000           |
| Vereinigtes Königreich | plc            | £ 50000          |
|                        | Ltd.           | £ 0 bis £ 50.000 |
| Vereinigte Staaten     | Inc.           | USD 1            |
|                        | LLC            | USD 1            |

## Wirtschaftliche Aspekte
Das Mindestkapital kann als Markteintrittsbarriere bei Unternehmensgründungen wirken, beweist die Übernahme des Unternehmerrisikos durch den Unternehmer, dient dem Gläubigerschutz für eine juristische Sekunde, sorgt für eine gewisse Kreditwürdigkeit und für Rechtssicherheit bei Aktionären und Management. Zudem stellt es einen gewissen Kapitalpuffer für erste Verluste dar. Die Höhe des Mindestkapitals ist jedoch nicht ökonomisch begründbar, zumal sie weder die Betriebsgröße noch den Betriebszweck berücksichtigt.

## Mindestkapital im Finanzdienstleistungsbereich
Teilweise gibt es für Unternehmen im Finanzdienstleistungsbereich regulatorische Mindestkapitalerfordernisse, die über die Anforderungen an die von den Gesellschaftern zu leistenden Einlagen hinausgehen, aber oftmals ebenso unter dem Stichwort „Mindestkapital“ geläufig sind. Für Kreditinstitute werden die branchenspezifischen Eigenmittel und diesbezüglichen Mindestanforderungen in der sog. Kapitaladäquanzverordnung und für Versicherer sind die branchenspezifischen Eigenmittel und diesbezüglichen Mindestanforderungen gemäß der EU-Vorschriften rund um Solvabilität II geregelt. Vormals galten für Versicherer ebenso wie für Einrichtungen der betrieblichen Altersversorgung wie bspw. Pensionskassen und -fonds die Regelungen bezüglich der sog. Solvabilitätsspanne, die seit Umsetzung der Solvabilität-II-Richtlinie 2016 nur noch für Letztere gelten. Dabei sind jeweils branchenabhängig weitere Elemente neben den Einlagen sowie dem weitere Elemente wie Kapitalrücklagen, Gewinnrücklagen, Gewinnvortrag/Verlustvortrag und Jahresüberschuss/Jahresfehlbetrag umfassenden Eigenkapital als Eigenmittel anrechnungsfähig.